# Ганжа, Степан Александрович
Степан Александрович Ганжа́ (р. 1942) — украинский мастер ковроткачества.

## Биография
Родился 18 апреля 1942 года во временно оккупированном нацистами Жорнище (ныне Ильинецкий район, Винницкая область, Украина). Отца, Александра Дорофеевича Ганжу, знали не только в родном селе, но и далеко за его пределами как мастера-гончара, чьи горшки-кувшины, куманцы-скульптурки использовали не только привередливые хозяйки для домашнего обихода, но и украшали музейные коллекции глиняных изделий. Старший брат Пётр сразу выбрал путь в живопись и вскоре стал известным художником.
В первом классе сидел за партой с ровесницей Эммой Бабчук, теперь заслуженной журналисткой Украины. По окончании семилетки 1958 году Степан пошёл в Винницкую школу ФЗО № 2 — теперь колледж.
После демобилизации из Советской армии (службу проходил в АПТ КВО) подал документы в столичное хореографическое училище. Выпускнику 1966 года повезло — попал в знаменитый на весь мир коллектив — Украинский народный хор имени Григория Верёвки. Вместе с ним подолянин объехал едва ли не весь мир. В 1984 году вышел на артистическую пенсию.
Художественные произведения «Ковры» хранятся в Дирекции выставок в Киеве, Музей Гетманства, Музее М. С. Грушевского, в частных коллекциях Украины и зарубежья. Член НСМНМУ.

## Награды и премии
- Заслуженный мастер народного творчества Украины
- Национальная премия Украины имени Тараса Шевченко (2010) — за художественную серию ковров
- Премия имени Даниила Щербаковского
- Премия «Киев» в области народного декоративного искусства имени Сергея Колоса